# Vionville
Vionville là một xã trong vùng Grand Est, thuộc tỉnh Moselle, quận Metz-Campagne, tổng Ars-sur-Moselle. Tọa độ địa lý của xã là 49° 05' vĩ độ bắc, 05° 56' kinh độ đông. Vionville nằm trên độ cao trung bình là 291 mét trên mực nước biển, có điểm thấp nhất là 240 mét và điểm cao nhất là 307 mét. Xã có diện tích 9,65 km², dân số vào thời điểm 2004 là 151 người; mật độ dân số là 15,3 người/km².

## Thông tin nhân khẩu
| 1962 | 1968 | 1975 | 1982 | 1990 | 1999 |
| ---- | ---- | ---- | ---- | ---- | ---- |
| 167  | 167  | 142  | 151  | 129  | 145  |